# M-1943 field jacket
 (juillet 2025).
La mise en forme du texte ne suit pas les recommandations de Wikipédia : il faut le « wikifier ».
Les points d'amélioration suivants sont les cas les plus fréquents. Le détail des points à revoir est peut-être précisé sur la page de discussion.
- Les titres sont pré-formatés par le logiciel. Ils ne sont ni en capitales, ni en gras.
- Le texte ne doit pas être écrit en capitales (les noms de famille non plus), ni en gras, ni en italique, ni en « petit »…
- Le gras n'est utilisé que pour surligner le titre de l'article dans l'introduction, une seule fois.
- L'italique est rarement utilisé : mots en langue étrangère, titres d'œuvres, noms de bateaux, etc.
- Les citations ne sont pas en italique mais en corps de texte normal. Elles sont entourées par des guillemets français : « et ».
- Les listes à puces sont à éviter, des paragraphes rédigés étant largement préférés. Les tableaux sont à réserver à la présentation de données structurées (résultats, etc.).
- Les appels de note de bas de page (petits chiffres en exposant, introduits par l'outil «  Source ») sont à placer entre la fin de phrase et le point final[comme ça].
- Les liens internes (vers d'autres articles de Wikipédia) sont à choisir avec parcimonie. Créez des liens vers des articles approfondissant le sujet. Les termes génériques sans rapport avec le sujet sont à éviter, ainsi que les répétitions de liens vers un même terme.
- Les liens externes sont à placer uniquement dans une section « Liens externes », à la fin de l'article. Ces liens sont à choisir avec parcimonie suivant les règles définies. Si un lien sert de source à l'article, son insertion dans le texte est à faire par les notes de bas de page.
- La présentation des références doit suivre les conventions bibliographiques. Il est recommandé d'utiliser les modèles {{Ouvrage}}, {{Chapitre}}, {{Article}}, {{Lien web}} et/ou {{Bibliographie}}. Le mode d'édition visuel peut mettre en forme automatiquement les références.
- Insérer une infobox (cadre d'informations à droite) n'est pas obligatoire pour parachever la mise en page.

Pour une aide détaillée, merci de consulter Aide:Wikification.
Si vous pensez que ces points ont été résolus, vous pouvez retirer ce bandeau et améliorer la mise en forme d'un autre article.
 (juillet 2025).
Si vous disposez d'ouvrages ou d'articles de référence ou si vous connaissez des sites web de qualité traitant du thème abordé ici, merci de compléter l'article en donnant les références utiles à sa vérifiabilité et en les liant à la section « Notes et références ».

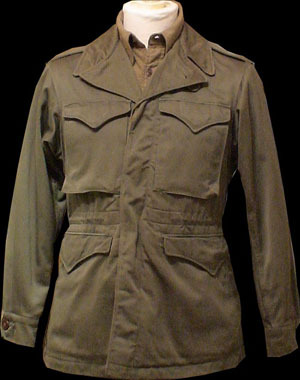
Veste M-1943 de couleur OD 07

La M-1943 Field Jacket, veste de combat M-1943 est un effet d'habillement de l'armée américaine introduit à la mi-1944 dans l'ensemble de l'US Army. Elle fait partie d'un ensemble d'habillement conçu pour remplacer les modèles précédents en tirant des leçons issues des théâtres d'opérations. L'idée est de remplacer les uniformes en drap de laine dont la conception date d'avant la Première guerre mondiale, par des uniformes plus confortables en coton et qui suivent le principe des "couches" pour assurer le bien-être du combattant. Elle est utilisée par les armées dont la logistique dépend de l'armée américaine. Elle est copiée par de nombreux pays soit intégralement, soit de manière indirecte. Elle reste le symbole de l'habillement civil des années d'après guerre à la suite de la vente massive de surplus américains. Elle est modifiée en 1950 par l'adjonction d'une rangée de boutons pour mettre une doublure chaude amovible et donne naissance au modèle 1950. Elle est remplacée par le M-1951 qui est distribué en masse à la fin de la guerre de Corée et qui, lui-même, est remplacé par le M-1965, toujours inspiré de sa coupe mais adapté aux nouveautés en matière d'habillement.

## Les débuts de la veste M-1943

### Les premiers essais, leblouson M-1941non concluant
Au début de la Deuxième Guerre mondiale, le soldat américain est doté de deux types d'uniformes, l'uniforme d'été et l'uniforme d'hiver. Le premier est essentiellement fait en coton, le second, en drap de laine. Toutefois, les deux modèles ont beaucoup d'inconvénients. Leur emploi est exclusif l'un de l'autre et les panachages, bien que possibles pour adapter l'uniforme à la saison et au temps, sont à éviter. Ils ne procurent pas la chaleur attendue, ils sont plutôt fragiles à l'usage et demandent un entretien certain, ils ne protègent pas de la pluie ni de l'humidité et surtout, ils coûtent cher à produire. Par ailleurs, il existe un uniforme de corvée fait de coton croisé (herringbone twill - structure en forme d'arrête de hareng) de couleur verte qui est utilisé comme uniforme de combat.
L'idée est donc, sinon de supprimer la laine, au moins d'introduire en masse le coton dans l'uniforme de combat, de faire en sorte de créer une continuité règlementaire entre les uniformes pour les temps chauds et ceux destinés aux temps froids. Il s'agit ainsi d'améliorer leur confort et leur adaptabilité à toutes les circonstances du combat par le principe des "couches" d'habillement.
Le premier résultat des réflexions en la matière est le blousons M-1941 directement issu du marché civil. Il est à la fois pratique et élégant mais il ne protège pas bien du froid, sa doublure n'est pas amovible et n'est pas très épaisse. De même, la popeline avec laquelle il est fabriqué est fragile et elle n'est pas imperméable. Par ailleurs, le vêtement est trop court et ne couvre que la partie haute du corps. Il n'a quasiment aucune capacité d'emport en dehors des deux poches latérales en biais. Au lavage, la coton extérieur et la doublure en laine intérieure rétrécissent de manière différenciées, déformant ainsi le vêtement.
̈Bien que le blouson M-1941 soit très populaire et qu'il ait été produit en masse, le Quartermaster Corps convoque une commission chargé de l'habillement se remet au travail pour répondre aux récriminations et aux besoins des soldats sur le terrain.

## Les copies de la veste M-1943

### Les armées ayant directement reçu la veste M-1943 en dotation
Toutes les armées dont la logistique dépendait des Etats-Unis ont reçu en dotation la veste M-1943.

#### Le cas de l'armée française

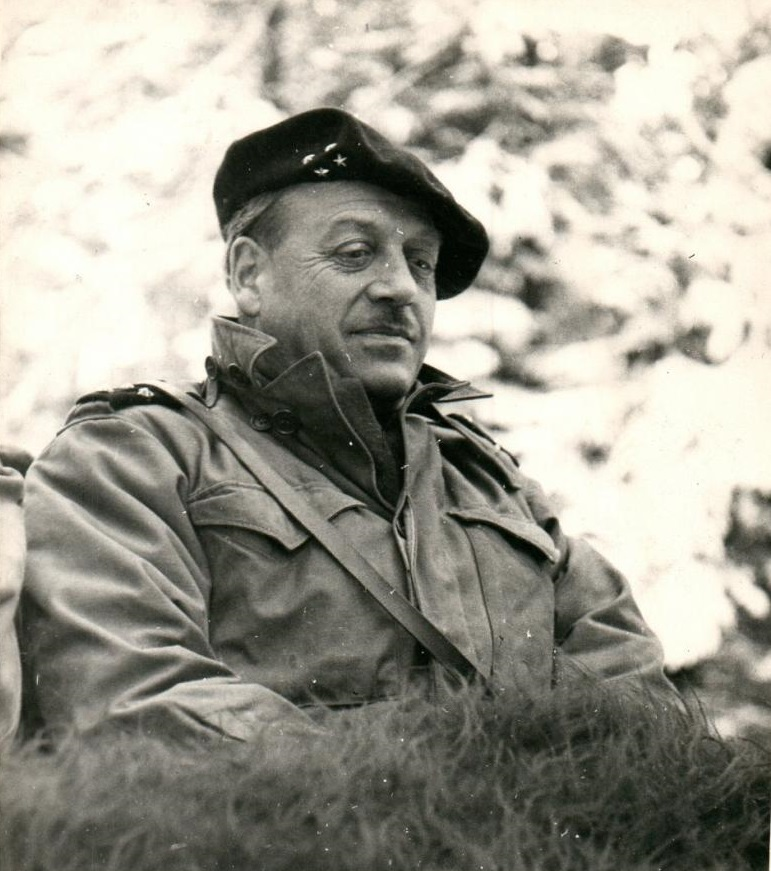
Le général Bethouart v̯êtu d'une veste M-1943

Ainsi, la veste M-1943 est distribuée dans toutes les unités qui sont sous commandement direct américain et notamment la 2e Division blindée. A la fin de la guerre, nombre d'effets d'habillement américains sont vendus à la France. C'est pourquoi, elle a été règlementaire dans l'armée française jusqu'à la fin des années 50.

### Copies intégrales
Les modèles coréens
Les modèles autrichiens

### Copies dérivées
Le modèle 1947 français